# ФК «Адміра» (Відень) у сезоні 1938—1939
ФК «Адміра» в сезоні 1938—1939 — 34-й сезон австрійського футбольного клубу «Адміра» (Відень).

## Склад команди
| № | Поз. | Нац.    | Гравець         |
| - | ---- | ------- | --------------- |
|   | ВР   | Австрія | Петер Пляцер    |
|   | ВР   | Австрія | Еміль Бухбергер |
|   | ЗХ   | Австрія | Антон Шалль     |
|   | ЗХ   | Австрія | Отто Марішка    |
|   | ЗХ   | Австрія | Йозеф Вебер     |
|   | ПЗ   | Австрія | Йоганн Урбанек  |
|   | ПЗ   | Австрія | Йозеф Міршицка  |
|   | ПЗ   | Австрія | Фріц Клакль     |
|   | ПЗ   | Австрія | Франц Ганрайтер |

| № | Поз. | Нац.    | Гравець            |
| - | ---- | ------- | ------------------ |
|   | ПЗ   | Австрія | Пауль Гісер        |
|   | ПЗ   | Австрія | Рудольф Шпілауер   |
|   | НП   | Австрія | Вільгельм Ганеманн |
|   | НП   | Австрія | Леопольд Фогль     |
|   | НП   | Австрія | Карл Штойбер       |
|   | НП   | Австрія | Франц Шиллінг      |
|   | НП   | Австрія | Карл Дурспект      |
|   | НП   | Австрія | Йоганн Маєргофер   |

## Чемпіонат Австрії

### Підсумкова турнірна таблиця
| М   | Команда               | І  | В  | Н | П  | РМ    | О  |
| --- | --------------------- | -- | -- | - | -- | ----- | -- |
| 1.  | Адміра (Відень)       | 18 | 12 | 4 | 2  | 62:20 | 28 |
| 2.  | Ваккер (Відень)       | 18 | 12 | 2 | 4  | 52:27 | 26 |
| 3.  | Рапід (Відень)        | 18 | 11 | 3 | 4  | 60:29 | 25 |
| 4.  | Вінер Шпорт-Клуб      | 18 | 10 | 4 | 4  | 50:28 | 24 |
| 5.  | Ферст Вієнна          | 18 | 9  | 4 | 5  | 47:37 | 22 |
| 6.  | Аустрія (Відень)      | 18 | 9  | 3 | 6  | 55:40 | 21 |
| 7.  | Аустро Фіат (Відень)  | 18 | 6  | 3 | 9  | 47:50 | 15 |
| 8.  | Грацер СК             | 18 | 5  | 1 | 12 | 34:53 | 11 |
| 9.  | Аматор (Штайр)        | 18 | 2  | 0 | 16 | 22:75 | 4  |
| 10. | Ваккер Вінер Нойштадт | 18 | 2  | 0 | 16 | 17:87 | 4  |

## Чемпіонат Німеччини
Як переможець фактичного чемпіонату Австрії — Гауліги Остмарк — «Адміра» брала участь у фінальному турнірі чемпіонату Німеччини, у якому грали переможці регіональних ліг. Команда потрапила до групи «С».

### Груповий турнір
| група 02.04.1939                                                                                               | «Адміра»                                                        | 6:2    | «Штутгартер Кікерс»  | Відень                                             |  |
| | Ганеманн 18' 51' 63' Штойбер 23' Фосселер 34' (аг.) Шиллінг 74' | (звіт) | 8' Конен 88' Фершлер | Стадіон: Пратер Глядачі: 22000 Суддя: Ганс Граблер |  |
| «Адміра»: Пляцер — Шалль, Марішка — Клакль, Урбанек, Ганрайтер — Л.Фогль, Шиллінг, Штойбер, Ганнеман, Дурспект |                                                                 |        |                      |                                                    |  |

| група 16.04.1939                                                                                                | «Дессау 05» | 1:0    | «Адміра» | Дессау-Росслау                                                       |  |
| | Шмайсер 15' | (звіт) |          | Стадіон: Горст-Вессель-Кампфбан Глядачі: 25 000 Суддя: Ганс Трімрлер |  |
| «Адміра»: Пляцер — Шалль, Марішка — Клакль, Урбанек, Ганрайтер — Л.Фогль, Шиллінг, Штойбер, Ганнеман, Маєргофер |             |        |          |                                                                      |  |

| група 23.04.1939                                                                                                | «Мангайм»                 | 3:0    | «Адміра» | Мангайм                                                  |  |
| | Шпіндлер 25' Лутц 73' 81' | (звіт) |          | Стадіон: Мангаймер Штадіон Глядачі: 24000 Суддя: Рашпель |  |
| «Адміра»: Пляцер — Шалль, Марішка — Клакль, Міршицка, Ганрайтер — Л.Фогль, Шиллінг, Штойбер, Ганнеман, Дурспект |                           |        |          |                                                          |  |

| група 30.04.1939                                                                                                | «Адміра»                                     | 5:1    | «Дессау 05» | Відень                                             |  |
| | Шиллінг 11' 75' Ганеманн 38' Штойбер 39' 57' | (звіт) | 53' Шмайсер | Стадіон: Пратер Глядачі: 22000 Суддя: Альберт Бешт |  |
| «Адміра»: Пляцер — Шалль, Марішка — Клакль, Урбанек, Ганрайтер — Л.Фогль, Шиллінг, Штойбер, Ганнеман, Маєргофер |                                              |        |             |                                                    |  |

| група 07.05.1939                                                                                                | «Штутгартер Кікерс» | 1:1    | «Адміра»     | Штутгарт                                                       |  |
| | Фрай 43'            | (звіт) | 47' Ганеманн | Стадіон: Адольф-Гітлер-Кампфбан Глядачі: 55 000 Суддя: Гебгарт |  |
| «Адміра»: Пляцер — Шалль, Марішка — Клакль, Урбанек, Ганрайтер — Л.Фогль, Шиллінг, Штойбер, Ганнеман, Маєргофер |                     |        |              |                                                                |  |

| група 14.05.1939                                                                                                  | «Адміра»                                                                | 8:3    | «Мангайм»                    | Відень                                        |  |
| | Міршицка 2' Штойбер 12' 81' Фогль 13' Дурспект 49' 56' Ганеманн 74' 79' | (звіт) | 14' 28' (пен.) Адам 73' Маєр | Стадіон: Пратер Глядачі: 22000 Суддя: Ніттріц |  |
| «Адміра»: Пляцер — Міршицка, Марішка — Клакль, Урбанек, Ганрайтер — Л.Фогль, Шиллінг, Штойбер, Ганнеман, Дурспект |                                                                         |        |                              |                                               |  |

|   | Команда           | О | І | В | Н | П | ГЗ | ГП |
| - | ----------------- | - | - | - | - | - | -- | -- |
| 1 | Адміра (Відень)   | 7 | 6 | 3 | 1 | 2 | 20 | 11 |
| 2 | Штутгартер Кікерс | 7 | 6 | 3 | 1 | 2 | 13 | 13 |
| 3 | Мангайм           | 5 | 6 | 2 | 1 | 3 | 12 | 16 |
| 4 | Дессау 05         | 5 | 6 | 2 | 1 | 3 | 6  | 11 |

### Фінальний турнір
| 1/2 фіналу 4.06.1939                                                                                            | «Адміра»                                  | 4:1    | «Гамбург» | Відень                                                           |  |
| | Дурспект 24' 73' Шиллінг 26' Ганеманн 83' | (звіт) | 28' Ноак  | Стадіон: Штадіон ам Рідервальд Глядачі: 40 000 Суддя: Фріц Рюгле |  |
| «Адміра»: Пляцер — Шалль, Марішка — Клакль, Міршицка, Ганрайтер — Л.Фогль, Шиллінг, Штойбер, Ганнеман, Дурспект |                                           |        |           |                                                                  |  |

| Фінал 18.06.1939 | «Шальке 04»                                                                 | 9:0    | «Адміра»   | Берлін                                                      |  |
| | Кальвіцкі 7' 25' 30' 61' 80' Урбан 12' Тібульські 53' Куцорра 43' Шепан 43' | (звіт) | Клакль 52' | Стадіон: Олімпійський Глядачі: 100 000 Суддя: Гергард Шульц |  |
| «Шальке»: Клодт — Борнеманн, Швейсфурт — Геллеш, Тібульскі, Берг — Еппенгофф, Шепан, Кальвіцкі, Куцорра, Урбан «Адміра»: Бухбергер — Міршицка, Марішка — Клакль, Урбанек, Ганрайтер — Л.Фогль, Шиллінг, Штойбер, Ганнеман, Дурспект |                                                                             |        |            |                                                             |  |

| Воротар: Петер Пляцер (7), Еміль Бухбергер (1). Захисники: Отто Марішка (8), Антон Шалль (6), Йозеф Міршицка (4.1). Півзахисники: Фріц Клакль (8), Франц Ганрайтер (8), Йоганн Урбанек (6). Нападники: Карл Штойбер (8.5), Вільгельм Ганеманн (8.8), Леопольд Фогль (8.1), Франц Шиллінг (8.4), Карл Дурспект (5.4), Йоганн Маєргофер (3) Тренер: Йоганн Сколаут. |

## Кубок Німеччини
Вісім провідних австрійських клубі були введені у турнір одразу на стадії 1/8 фіналу, де зустрічались між собою.
| 1/8 6.11.1938 | «Адміра» | 0:6        | «Ферст Вієнна»                              |  |  |
| |          | (протокол) | 51' Ганке 54' 52' 82' 85' Фішер 79' Баріллі |  |  |
| «Адміра»: Пляцер, Шалль, Міршицка, Урбанек, Клакль, Генрайтер, Шпілауер, Л.Фогль, Штойбер, Шиллінг, Ганеманн «Вієнна»: Шарль, Шмаусс, Каллер, Забетіч, Гофманн, Деккер, Лаудер, Ганке, Гшвайдль, Фішер, Баріллі |          |            |                                             |  |  |